# M14 소총
M14 소총(영어: the United States Rifle, Caliber 7.62 mm, M14)은 7.62 × 51 mm NATO 탄을 사용하며 단발/연발 사격기능을 가진 미국의 전투소총이다. 비록 미군에서 대부분 M16 소총으로 대체되었지만, 미국 육군, 미국 해병대, 미국 해군에서는 제한적으로 나마 실전에서 쓰이고 있다. M14 소총은 M21 저격총, M25 저격총의 토대가 되기도 한다. 미국 역사장 가장 짧은 기간인 5년(1959년 ~ 1964년)간만 사용된 제식 소총이기도 하다.
현재는 M14 EBR(Mk.14 EBR)로 현대화되어서 지원사수용으로 쓰이고, 미 해병대에서는 총열의 길이를 늘리고 자동발사 시스템을 삭제한 M39 EMR 지정사수용 소총으로 쓰이고 있다. 미국내에서는 민간에 M1A라는 반자동소총으로 판매되며 주로 사슴 크기 이상을 위한 사냥총이나 사격 스포츠용으로 사용된다.

## 역사
1943년, 미 국방성은 M1 개런드를 완전 자동으로 개조할 계획을 세우게 된다. 연구 끝에 1945년, M1의 설계자 존 개런드(John C. Garand)의 주도로 T20을 만들게 된다. 전체적인 형태는 기존의 M1과 거의 같지만 약실 바로 옆부분에 반자동/자동 셀렉터 레버가 붙고 BAR의 탄창을  있도록 기존의 스프링이 빠지고 대신 탄창 멈치가 달려 있다(약실 및 노리쇠, 탄창 멈치의 디자인이 현재 사용되고 있는 M14의 양산형과 거의 똑같다).
그러나 1948년, 제2차 세계 대전의 종전 이후 군수산업의 위축 여파로 이 개량 사업은 중단되지만 6.25전쟁의 발발로 인해 프로젝트는 다시 시작되었다. 6.25전쟁 시기는 개발기간으로 전장에서는 2차세계대전에서 미군이 사용하던 M1과 M1카빈을 여전히 제식으로 사용하였다. M14에 대한 프로젝트는 T25, T37 등 상당히 다른 디자인의 총들이 실험되지만 결국은 기존의 T20에 사실상 총신만 새로 디자인 한 T44E4가 T48(FAL)과 경합 끝에 선정되어 M14라는 이름으로 제식 채용되었다.
M14는 베트남 전쟁이 발발하기 직전에 채용되었으며, 베트남 전쟁에서 미군에 의해 쓰인 최초의 전투소총으로 기록되어 있다. 하지만 M14는 미국과 유럽의 평지와 온대 기후를 바탕으로 하는 M1그랜드의 발전형태로 수풀이 무성하고 습도가 높은 정글전에서 큰 단점을 보였다. 
밀림에서 숨은 적군을 공격하기 위해 자동 사격을 할 경우에 M14의 사격 반동으로 총을 제어하기 어려웠던 문제가 가장 큰 문제였다. 그 외에도 총신이 길어서 밀림에서 움직이기 어려웠고, 베트남의 기후로 인해 나무로 만든 개머리판도 쉽게 부식되었고, 진흙길을 다녀야 하는 군인들에게 소지하기에는 너무 무거운 소총이었다. 더구나 평균적으로 키가 173cm 정도였던 미군에게도 휴대하기에는 너무 긴 소총이었으니, 평균키가 160cm 정도였던 베트남군에게는 휴대가 불가능할 정도로 큰 소총이었다. 그에 따라 유진 스토너가 개발한 5.56 x 45 mm NATO탄을 사용하는 M16 소총에 의해 제식에서 물러나게 된다. 
현재는 완전 퇴역은 되지 않았고 미군에서 주로 소대나 중대 단위로 교전을 지원하는 지정사수용 소총으로 사용된다.

## 생산
미군의 제식 소총으로써 1959년부터 1964년 사이에 생산되었다.
- 매사추세츠주 스프링필드 미군 공병창
- 매사추세츠주 워체스터의 Harrington & Richardson Arms Co.
- 코네티컷주 뉴헤이븐의 Olin Mathieson Chemical Corp.
- 오하이오주 클리버랜드 Thompson-Ramo-Wooldridge Inc.(TRW) (가장 높은 품질의 변형품으로 취급받는다. TRW의 각인이 새겨진 부품은 판매시 프리미엄이 붙는 경우가 많다.)

제식소총을 위한 시제품은 1962년과 1963년 사이에는 스프링필드 병공창에서, 1964년에는 TRW에서 생산되었다. 스프링필드 병공창은 1965년에서 1966년까지 많은 수의 소총들을 제식 표준안에 맞도록 개선하였다. 1967년의 개선은 일리노이주 록아일랜드의 미군 보급창에 의해 수행되었다.이런 M14의 변형품들은 오늘날에도 장거리 사격에서의 상당한 정확성을 가능하게 한다.
스프링필드와 TRW는 11,000정 이상의 제식 소총을 1962년에서 1964년 사이에 인도하였다. 대략 8,000정의 소총이 1965년에서 1967년 사이에 국가 표준에 맞도록 변형되었다.
또한 베트남 전쟁 시기인 1967년 1월 23일에 체결된 미국과 중화민국(대만) 간의 양해각서에 따라, 중화민국 국군은 M14 소총을 57식 소총(중국어: 國造57式步槍)으로 제식 채용하여 1969년부터 1980년대 후반까지 약 1백만 정 이상을 국영 조병창에서 라이선스 생산하였다.

## 변형
베트남전에서 저격수를 위하여 개조된 M14가 사용되는데 이는 XM21이라는 명칭으로 불리다 이후 1975년 M21이라는 이름으로 정식 채용된다. 한편 또 다른 변형으로 M25와 민수용으로 현재도 생산되고 있는 M1A가 있는데 이는 반자동만 가능하도록 셀렉터 레버가 달려있지 않았다. 한편 나무 총몸을 플라스틱 수지로 바꾸고 무게나 길이를 줄이기 위해 제작된 많은 변형 총몸들이 최근들어 M14가 다시 사용되는 추세에 맞추어 출시되고 있다. 현재는 Mk 14 Mod 0 EBR(M14 EBR)이 미군에서 소수 채용되어 사용 중이다. 또한 M14A1, M14E1, M15는 M14에 권총손잡이 등을 달고 양각대를 추가해서 분대지원화기로 쓰인다. 또한 현재 M14의 현대화 버전인 Mk 14 Mod 0 EBR(M14 EBR)이 소수 쓰이고 있다. 미 해병대에서는 지정사수용으로 쓰기 위하여 총열의 길이를 늘리고, 자동발사시스템을 제거한 M39 EMR을 만들어 쓰고 있다.

## 조준기 종류

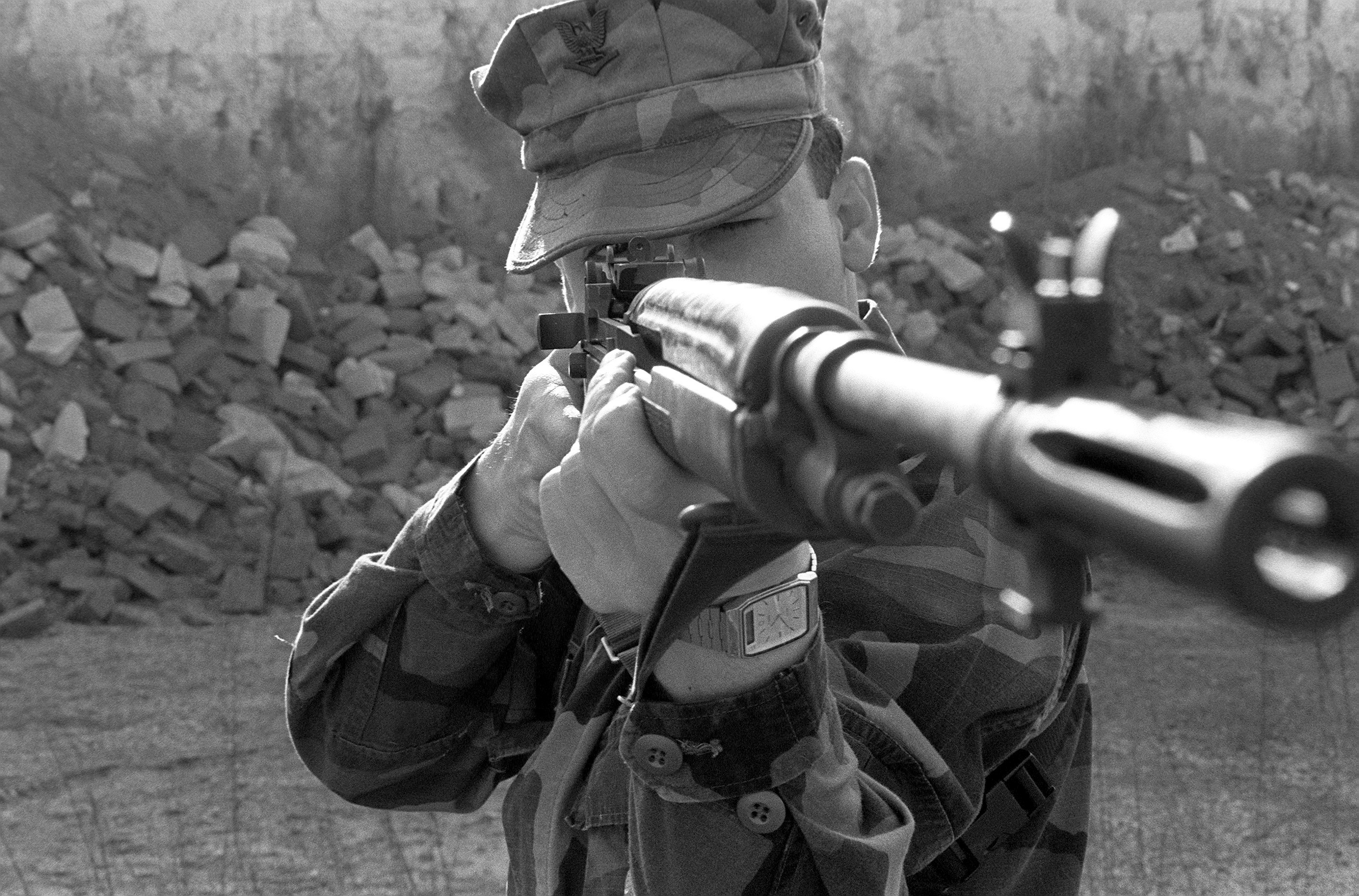
M14 소총으로 조준 중인 미 해군 부사관

여러 배율을 달 수 있다.

## 소총 설계
총신의 디자인이 변형되고 완전 자동 기능이 추가되었다는 점 외에는 이전 모델인 M1 개런드와 기본적으로 동일한 설계이다.

## 대중 문화

### 영화 및 드라마
- 블랙 호크 다운 (영화)
  - 랜디 슈가트 중사가 M14에 도트사이트를 달고 사용한다.
- 풀 메탈 재킷
  - 조커 이병을 미롯한 해병대원들이 모두 훈련병 무기로 M14를 사용한다.

## 같이 보기
- M1 개런드
- FN FAL
- 헤클러&코흐 G3
- M21 저격총